# Baptiste Martin
Baptiste Martin (* 14. Mai 1985 in Troyes) ist ein französischer ehemaliger Fußballspieler auf der Position eines Abwehrspielers, der vorwiegend in der Innenverteidigung zum Einsatz kam.

## Vereinskarriere

### Anfänge bei AJ Auxerre
Seinen ersten Schritte bei einem französischen Topklub ging der im Jahre 1985 in Troyes geborene Baptiste Martin unweit seiner Heimatstadt, in der er bereits bei lokalen Vereinen aktiv war, im Nachwuchsbereich der knapp 80 Kilometer entfernten AJ Auxerre. Zum burgundischen Klub stieß er im Jahre 1999 und war anfangs ausschließlich in den Jugendmannschaften des Klubs aktiv, ehe er sich in die D-Mannschaft des Vereins hochspielte, die zu diesem Zeitpunkt gerade in der französischen Sechstklassigkeit vertreten war. Von dieser Mannschaft schaffte er zur Saison 2002/03 rasch in die fünftklassig spielende C-Mannschaft, in der er bis zum Saisonende aktiv war. Vermutlich auch noch in der Folgespielzeit Teil des C-Teams schaffte er es in ebendieser Saison auch in den Kader des B-Teams mit Spielbetrieb in der CFA, der vierthöchsten Spielklasse im französischen Fußball. In dieser Saison wurde er allerdings nur in einer einzigen Ligapartie eingesetzt und kam erst 2004/05 zu seinem Durchbruch im Team, als er es bereits auf 22 torlose Meisterschaftseinsätze brachte. Während Trainerlegende Guy Roux sein Traineramt bei den Profis der AJ Auxerre im Sommer 2005 nach über 44 Trainerjahren niederlegte, spielte Martin zu diesem Zeitpunkt gerade noch in der B-Mannschaft und kam erst unter dem Nachfolger Roux, Jacques Santini, zu seinem Profidebüt. Sein Debüt gab er dabei am 6. August 2005 bei einem 2:0-Auswärtserfolg über die AS Monaco, als er zur 43. Spielminute für den späteren französischen Internationalen und Liverpool-Akteur Bacary Sagna eingewechselt wurde. Danach folgten einige Einsätze als Ersatzspieler, ehe er am 22. Oktober sein erstes Spiel von Beginn an und über die gesamte Spieldauer (0:1-Auswärtsniederlage gegen den OGC Nizza) absolvierte. Danach kam er im weiteren Saisonverlauf zu zahlreichen weiteren Einsätzen, zum Teil als Ersatzspieler, aber auch als Stammkraft und brachte es zum Saisonende 2005/06 auf insgesamt 15 Erstligaeinsätze. Zudem stand er im Kader des Profiteams, als diese nach ihrem Cupsieg der vorhergegangenen Spielzeit im Supercupspiel gegen Olympique Lyon antrat. Dort verlor das Team allerdings mit 1:4 gegen die erfolgreiche Truppe aus Lyon, die sich von 2002 bis 2007 gleich sechs Mal in Folge den Sieg in diesem Bewerb sichern konnte. Des Weiteren brachte es Martin in dieser Spielzeit auch auf neun Ligaeinsätze in der B-Mannschaft.

### Aussichtslosigkeit in Auxerre
In der Folgespielzeit 2006/07 nahmen Martins Einsätze bei den Profis etwas ab und dahingehend im Reserveteam um einige Partien zu. Aufgrund ihrer verhältnismäßig guten Platzierung im Endklassement der Saison 2005/06 durfte AJ Auxerre ab der dritten Runde des UI-Cups 2006 teilnehmen und als einer von elf Siegern dieser Runde auch an der nachfolgenden zweiten Quali-Runde zum UEFA-Pokal 2006/07 teilnehmen, wo das Team schließlich erst in der Gruppenphase vom laufenden Turnier ausschied. Martin bekam von all den internationalen Einsätzen seines Vereins allerdings nichts mit und kam bis zum Saisonende auf lediglich acht Einsätze in der Ligue 1, sowie zu 13 Auftritten in der viertklassigen CFA. In der Saison 2007/08 nahmen die Einsätze des Defensivakteurs im Profiteam weiter ab, allerdings verstärkte er mit zunehmenden Einsätzen die B-Mannschaft. Bis zum Ende der Saison, in der sich die AJ Auxerre nur auf dem 15. Tabellenplatz einordnen konnte, brachte es Martin auf sechs Meisterschaftseinsätze, von denen er lediglich zwei über die volle Spieldauer durchspielte. Anders schaute es dagegen in der CFA aus, wo er sich mit 23 Partien klar durchsetzen konnte und zudem auch noch drei Tore beisteuerte. Aufgrund der Aussichtslosigkeit, dass sich Baptiste Martin im Profiteam der AJ Auxerre durchsetzen könnte, beschlossen die Verantwortlichen des Vereins einen Verein zu suchen, bei dem der Abwehrrecke auf professionellem Niveau Spielpraxis sammeln könnte. Diesen fanden sie schließlich in Clermont Foot, zu dem Martin für die gesamte Saison 2008/09 auf Leihbasis wechselte. In der französischen Zweitklassigkeit konnte sich der Rechtsfuß endlich auch auf Profiniveau durchsetzen und war nicht mehr nur auf Einsätze im viertklassigen Amateurfußball angewiesen. Durch insgesamt 25 Zweitligaeinsätze kam er in dieser Saison zu einer ordentlichen Spielpraxis, obgleich er es mit dem Team in der zum Teil recht dicht gestaffelten Tabelle lediglich auf den zwölften Platz brachte. In dieser Spielzeit traf er auch zweimal auf seinen eigentlichen Heimatverein ES Troyes AC, gegen den er mit dem Klub aus Clermont-Ferrand allerdings zwei Mal knapp gewann. Aus dem Zentrum Frankreichs zurückgekehrt, konnte sich der gelernte Defensivakteur bei seinem Stammverein aus Auxerre nicht mehr durchsetzen und wurde von Jean Fernandez, unter dem er zuvor noch in zahlreichen Profipartien zum Einsatz kam, in keiner einzigen Ligabegegnung mehr eingesetzt. Stattdessen verbrachte er seine Zeit zum Großteil in der B-Mannschaft, wo er allerdings zumeist auch den jüngeren Spielern den Vortritt lassen musste und es so nur zu 14 Meisterschaftseinsätzen und einen Treffer brachte.

### Transfer nach Belgien
Aufgrund der andauernden Aussichtslosigkeit bei der AJ Auxerre noch zum Durchbruch zu kommen, beschloss Martin den Verein zum Saisonende 2009/10 zu verlassen und unterschrieb daraufhin noch im Mai 2010 einen zweijährigen Profivertrag beim KV Kortrijk aus der belgischen Ersten Division. Doch auch hier hatte er zum Teil mit einer Formschwäche zu kämpfen und konnte, ob anfangs noch gewollt, nicht wirklich als Stammkraft agieren. Nach seinem Debüt beim Drittrundenspiel gegen VV St. Truiden (2:0-Heimsieg) bereits über die volle Spieldauer im Einsatz, absolvierte er auch danach zahlreiche Spiele über die gesamte Spieldauer. Unter anderem wurde er am 2. Oktober 2010 auch bei einem 3:1-Sieg über die AS Eupen eingesetzt, bei dem er in der 72. Minute nach einem vermeintlichen groben Foul mit der roten Karte vom Platz gestellt wurde. Nach einer Verhandlung des Spielausschusses stellte dieser für Martin eine Sperre von zwei Ligapartien auf, die vom Spieler allerdings angekämpft wurde. Nach einer weiteren Einsicht von Fernsehbildern und Fotos stellte sich heraus, dass der Abwehrspieler zu Unrecht die rote Karte bekam, weshalb er wieder freigesprochen wurde. Danach wurde der Franzose erst wieder im Januar 2011 eingesetzt, wobei er anfangs noch immer als Stammkraft agierte und bei einem 2:1-Heimerfolg über Standard Lüttich auch eine Torvorlage gab, aber ab der 24 Runde nur mehr als Ersatzspieler eingesetzt und entweder aus- oder eingewechselt wurde. Dennoch gelang ihm im Saisonfinish beim 2:2-Derbyremis gegen den SV Zulte Waregem der erste Profiligatreffer in seiner Karriere, als er nach Vorlage von Mustapha Oussalah zum vorzeitigen 1:2-Anschluss traf. Mit der Mannschaft beendete er die Saison schließlich auf dem zehnten Tabellenrang. Im späteren Europa-League-Playoff, an dem das Team im April und Mai 2011 teilnahm, konnte er sich mit der Mannschaft auch nicht beweisen, obgleich er in beinahe allen Partien seiner Mannschaft eingesetzt wurde und nur eine Partie aufgrund einer Verletzung pausieren musste.
Nach 21 Ligaeinsätzen und einem Treffer in der Spielzeit 2010/11 avancierte der Franzose 2011/12 zum Stammspieler in der Abwehrreihe seines Klubs. So brachte er es auf 28 Auftritte in der regulären Saison, sowie auf weitere neun Auftritte in der Meisterschaftsfinalrunde. In beiden Saisonabschnitten war er zwar nicht als Torschütze für sein Team erfolgreich, erzielte aber je einen Treffer für das gegnerische Team. Ebenfalls ein Eigentor erzielte er im belgischen Fußballpokal der Saison 2011/12, als er es mit der Mannschaft bis ins Finale des Turniers schaffte. Dort unterlag man Sporting Lokeren nur denkbar knapp durch ein spätes Tor des Tunesiers Hamdi Harbaoui, der in der 77. Spielminute den 1:0-Siegestreffer erzielte. Aufgrund seiner Leistungen als Stammkraft wurde sein im Sommer auslaufender Vertrag um weitere drei Jahre bis zum Sommer 2015 verlängert. Auch in der Spielzeit 2012/13 trat der 1,86 cm große Abwehrrecke als Stammspieler in der Hintermannschaft seines Teams in Erscheinung. Dabei brachte er es auf 27 Einsätze in der regulären Saison, in der man einen komfortablen Platz im Tabellenmittelfeld erreichte, sowie auf vier Einsätze und ein Eigentor in den mittleren Play-offs. Wie bereits im Jahr zuvor schaffte man es im belgischen Fußballpokal 2012/13 fast erneut ins Finale; gegen Cercle Brügge schied man jedoch knapp nach absolvierter Verlängerung im Rückspiel der Halbfinalpartie vorzeitig vom laufenden Wettbewerb aus. Im Pokalbewerb des nachfolgenden Jahres schied der KV Kortrijk abermals eine Runde früher vom laufenden Turnier aus; im Januar 2014 war nach dem absolvierten Viertelfinale gegen den KAA Gent Schluss. In der Meisterschaft 2013/14 konnte Martin nicht mehr an seine alte Form anschließen und hatte mit den auf seiner angestammten Position mit den Innenverteidigern Maxime Chanot, Romain Reynaud, Michaël Heylen und Žarko Tomašević eine ebenso einsatzwillige Konkurrenz im eigenen Team. Im Grunddurchgang brachte er es so auf lediglich 16 Einsätze, wobei er nur in der Hälfte dieser Einsätze über die volle Spieldauer agierte und des Öfteren als Ersatzspieler nur zu Kurzeinsätzen kam.

## Nationalmannschaftskarriere
Erste Erfahrungen für sein Heimatland sammelte Martin um das Jahr 2003, als er unter anderem für die französische U-18- wie auch die U-19-Auswahl einberufen wurde und dabei einige Länderspiele absolvierte. Weitere Einsätze hatte er auch für die Juniorenauswahl seines Heimatlandes, sowie für die französische U-21-Nationalmannschaft, mit der er auch am Turnier von Toulon im Jahre 2005 teilnahm. Sein Engagement für die Auswahlmannschaften endete mit dem Jahre 2006 und dem Erreichen des 22. Lebensjahres. Zuvor wurde er in diesem Jahr noch einige Male ins U-21-Aufgebot geholt.

## Erfolge
- 1× Belgischer Fußballpokalfinalist: 2011/12